# Tony Hawk's Pro Skater 3
Pour l'extension du jeu Tony Hawk's Pro Skater HD, voir Tony Hawk's Pro Skater 3 HD: Revert Pack.
Tony Hawk's Pro Skater 3 (également Tony Hawk's 3 ou THPS3) est un jeu vidéo de skateboard développé par Neversoft et édité par Activision sur PlayStation 2 en 2001 et porté entre 2001 et 2002 sur GameCube, Game Boy Color, PlayStation, Nintendo 64, Xbox, PC et Game Boy Advance. C'est le troisième jeu de la série Tony Hawk's,. C'est le dernier jeu produit pour la Nintendo 64 en Amérique du Nord. C'est le premier jeu qui supportait une connexion Internet pour le jeu en ligne sur PlayStation 2.

## Trame

### Univers
Tony Hawk's Pro Skater 3 prend place dans un univers où aucun scénario n'est défini. Les niveaux s'enchainent du premier vers le dernier, mais un système de déblocage progressif permet de jouer les niveaux dans le désordre.

### Skaters
Tony Hawk, Steve Caballero, Kareem Campbell, Rune Glifberg, Eric Koston, Bucky Lasek, Bam Margera, Rodney Mullen, Chad Muska, Andrew Reynolds, Geoff Rowley, Elissa Steamer, Jamie Thomas.
Skaters cachés : Dark Maul, Wolverine, Kelly Slater, Officer Dick, Private Carrera, Ollie the Magic Bum, Demoness, Neversoft Eyeball, Doomguy (version PC uniquement), Bones, le squelette (version Xbox uniquement)

### Niveaux
Les niveaux sont désormais bien plus grands que ceux de Tony Hawk's Pro Skater et Tony Hawk's Pro Skater 2, du fait de supports techniques bien plus puissants qu'auparavant (PlayStation 2 et Xbox).
C'est le dernier épisode où les niveaux seront réutilisés.
Sur GameCube, Nintendo 64, PlayStation 2, et Xbox et PC les niveaux du mode carrière sont dénommés ainsi :
1. Fonderie (spot célèbre : seau en fusion)
2. Canada (spot célèbre : parking) - réutilisé dans Tony Hawk's Underground 2 et Tony Hawk's Pro Skater HD
3. Rio de Janeiro (compétition) (spot célèbre : skatepark)
4. Suburbia (spot célèbre : maison hantée)
5. Airport (spot célèbre : caisses) - réutilisé dans Tony Hawk's Underground 2 et Tony Hawk's Pro Skater HD
6. Skater Island (compétition) (spot célèbre : bateau pirate)
7. Los Angeles (spot célèbre : pont) - réutilisé dans Tony Hawk's Underground 2 et Tony Hawk's Pro Skater HD
8. Tokyo (compétition)(spot célèbre : loopings)
9. Cruise Ship (spot célèbre : piscine)

Ajouté à cela des niveaux bonus du jeu Tony Hawk's Pro Skater:
1. Entrepôt - réutilisé dans Tony Hawk's Underground 2 et déjà réutilisé dans Tony Hawk's Pro Skater 2
2. Burnside
3. Roswell

Sur la version Xbox se trouve un niveau à débloquer appelé Oil Rig réutilisé dans Tony Hawk's American Wasteland.

## Système de jeu
Tony Hawk's Pro Skater 3 est un jeu vidéo de simulation de skateboard avec une forte emphase de style arcade au détriment du réalisme de la pratique de ce sport. L'objectif du jeu est d'obtenir un score en enchaînant et réussissant divers tricks de skateboard, tels que les slides, les flips, etc. Le système de commande reste exactement le même que dans les premiers opus : quatre boutons, un pour chaque type de figures, dont la variété peut être obtenue avec les touches de directions. Si le joueur effectue plusieurs figures dans le même mouvement (sans pause), le trick devient un combo et le score est multiplié par le nombre de tricks dans le combo. Si le joueur replaque son mouvement au sol (c'est-à-dire qu'il atterrit sans tomber), le score est acquis. Si le joueur tombe au sol à la fin du combo, le score de celui-ci n'est pas ajouté au score de la partie en cours.
À cela, quelques nouveautés, comme le revert, un trick qui permet de faire des combos comme pour le manual. Par exemple en sortant d'un quarter-pipe le joueur peut enchaîner sur un revert pour faire un combo.
Le jeu permet aussi de faire des combos cachés (hidden combos en anglais), ce sont des combos variant de ceux de base selon les touches appuyés par le joueur pendant un trick. Si le joueur tente un kickflip et appuie deux fois sur le bouton flip, il fera un double kickflip. Ce système sera repensé dans les épisodes suivants (cf. Tony Hawk's Pro Skater 4).
Le jeu Tony Hawk's Pro Skater 3 est cependant le seul opus à indiquer le nom "Hidden Combo" à gauche de l'écran ainsi que le bruit particulier des tricks spéciaux quand on effectue un combo caché. C'est aussi le dernier épisode où il est possible d'effectuer le Kickflip To Indy.

## Portages
Tony Hawk's Pro Skater 3 est développé sur PlayStation 2 par Neversoft et sort le 30 octobre 2001 aux États-Unis.
Le portage PlayStation est développé par Shaba Games et est édité le 1er novembre 2001 aux États-Unis.
Le portage sur Game Boy Color, réalisé par HotGen, est édité le 15 novembre 2001 aux États-Unis.
La version  GameCube est réalisée par Neversoft et est édité le 18 novembre 2001 aux États-Unis.
Tony Hawk's Pro Skater 3 est porté sur Mac par Beenox Software et est édité en février 2003 par Aspyr. Pour jouer en ligne, les utilisateurs doivent cependant attendre la parution d'un patch mi-avril de la même année, qui rajoute la fonctionnalité multijoueur et accessoirement la prise en charge du force-feedback,,,.
Sur Game Boy Advance, le jeu est développé par Vicarious Visions et parait le 8 mars 2002 aux États-Unis,.
La version PC est développée par Gearbox Software et parait le 28 mars 2002 aux États-Unis.
La version  Xbox est réalisée par  Neversoft et sort le 31 mars 2002 aux États-Unis
Le portage sur Nintendo 64 est réalisé par Edge of Reality et est édité le 20 août 2002 aux États-Unis.

## Accueil

### Critiques
| Tony Hawk's Pro Skater 3         |        |         |        |        |        |        |        |       |
| Médias                           | Notes  | Notes   | Notes  | Notes  | Notes  | Notes  | Notes  | Notes |
| Médias                           | PC     | PS2     | PS     | Xbox   | GC     | N64    | GBA    | GBC   |
| GameSpot (USA)                   | 9/10   | 10/10   | 9/10   | 9,6/10 | 9/10   | 9,5/10 | 8,1/10 | -     |
| Jeuxvideo.com (FR)               | -      | 16/20   | 15/20  | 16/20  | 16/20  | -      | 16/20  | 15/20 |
| Gamekult (FR)                    | -      | 8/10    | 7/10   | 8/10   | 8/10   | -      | 8/10   | -     |
| IGN (USA)                        | 9,3/10 | 9,6/10  | 9,6/10 | 9,5/10 | 9,1/10 | -      | 9,6/10 | ...   |
| Eurogamer (GB)                   | -      | 8/10    | -      | 8/10   | -      | -      | 8/10   | -     |
| GameSpy (USA)                    | 93 %   | 4,5/5   | 84 %   | 95 %   | 89 %   | -      | 92 %   | -     |
| Game Informer (USA)              | -      | 9,75/10 | 8,5/10 | -      | -      | -      | 9/10   | -     |
| GamePro (USA)                    | -      | 5/5     | 4/5    | 5/5    | 5/5    | -      | 4/5    | -     |
| Computer Gaming World (USA)      | 4,5/5  | -       | -      | -      | -      | -      | -      | -     |
| Computer and Video Games (GB)    | -      | 100 %   | -      | -      | -      | -      | -      | -     |
| GameRevolution (USA)             | -      | 4,5/5   | -      | -      | -      | -      | -      | -     |
| Nintendo Power (USA)             | -      | -       | -      | -      | -      | -      | -      | 3/5   |
| Consoles + (FR)                  | -      | 95 %    | 70 %   | 91 %   | 82 %   | -      | 84 %   | -     |
| Gen4 (FR)                        | 3/5    | -       | -      | -      | -      | -      | -      | -     |
| Joystick (FR)                    | 90 %   | -       | -      | -      | -      | -      | -      | -     |
| Joypad (FR)                      | -      | 8/10    | 7/10   | 8/10   | 8/10,  | -      | 8/10   | -     |
| Nintendo Official Magazine (USA) | -      | -       | -      | -      | -      | -      | -      | 81 %  |
| NGC Magazine (USA)               | -      | -       | -      | -      | 87 %   | -      | -      | -     |

### Récompenses
- E3 2001 : Game Critics Awards : Meilleur jeu de sport[71] ;
- Interactive Achievement Awards 2002 : Meilleur jeu de sport sur console[72].

## Postérité
Tony Hawk's Pro Skater 3 est un des seuls jeux à avoir reçu la note maximale de 10 sur GameSpot.
En mai 2012, Robomodo et Activision annoncent que des niveaux de THPS3 seront intégré au DLC du jeu Tony Hawk's Pro Skater HD. Les fans de la série ont alors la possibilité de donner leur préférence sur le Facebook de Robomodo, mais le choix final des niveaux est laissé à Tony Hawk lui-même.

Le 4 mars 2025, un remaster du jeu, nommé Tony Hawk's Pro Skater 3 + 4, est annoncé. La sortie est prévu le 11 juillet 2025.